# Mughamarat batal
Mughamarat batal (àrab: مغامرات بطل, Muḡāmarāt baṭal, ‘Les aventures d'un heroi’), coneguda també pel seu títol en francès Les Aventures d'un héros, és un llargmetratge algerià produït el 1978 per Merzak Allouache i protagonitzat per Mustapha Djadjam, Mustapha el Anka, Hadj Smaine i Abou Djamel.

## Sinopsi
Un pobre pare d'una família pobra que viu al Sàhara algerià enganya la seva tribu posant el signe de l’heroi esperat en el seu nounat.
Tota la tribu celebra el nen elegit i el cuida. Amb l’arribada d’un eminent professor que se suposa que li ensenyarà els valors de la vida, comencen les aventures d’aquest fals heroi.

## Repartiment
- Mustapha Djadjam
- Mustapha El Anka
- Hadj Smaine
- Abou Djamel

## Premis
Va guanyar el Tanit d'or al Festival de Cinema de Cartago de 1979. També va guanyar el premi Interfilm al Fòrum pel Nou Cinema al 29è Festival Internacional de Cinema de Berlín.